# Kings & Queens (Ava Max)
Kings & Queens è un singolo della cantante statunitense Ava Max, pubblicato il 12 marzo 2020 come quinto estratto dal primo album in studio Heaven & Hell.

## Pubblicazione
La cantante ha dato un primo annuncio di un nuovo singolo il 27 febbraio 2020 tramite un post su Instagram, dove ha citato i produttori Cirkut e RedOne e l'autrice Madison Love. In seguito ha rivelato la data di pubblicazione, il 12 marzo, per poi infine svelare nome e cover del singolo il 7 marzo.

## Descrizione
Il brano è stato scritto dalla stessa interprete insieme a Jakke Erixon, Mimoza Blinsson, Hillary Bernstein, Madison Love, Desmond Child, Brett McLaughlin, Henry Walter e Nadir Khayat; e prodotto da questi ultimi due, in arte rispettivamente Cirkut e RedOne. Il ritornello riprende la melodia della canzone If You Were a Woman (And I Was a Man) di Bonnie Tyler e You Give Love a Bad Name dei Bon Jovi .

## Accoglienza
Madeline Roth di MTV News ha scritto che Ava «canta respirando fuoco», definendo la canzone «un invito agli uomini a proteggere le loro regine» ed esaltando infine l'assolo di chitarra presente nel bridge. Jon Blistein di Rolling Stone ha detto che il brano «vanta dei versi pulsanti e un ritornello teatrale, accompagnato da sintetizzatori regali» e ha paragonato il riff di chitarra con i brani dei Queen. Mike Nied di Idolator ha ritenuto che la canzone «evidenzia la capacità di Ava di riempire le piste da ballo di tutto il mondo».
Scrivendo per Uproxx, Caitlin White ha descritto i testi come «un tributo al potere delle donne e un invito all'azione verso gli uomini a sostenere le regine nella loro vita». Heran Mamo di Billboard ha elogiato il testo della canzone, e in particolare la metafora degli scacchi per rappresentare il femminismo nel bridge: «Negli scacchi, il re può muoversi di una casa alla volta / Ma le regine sono libere di andare dove vogliono».

## Video musicale
Il video musicale è stato reso disponibile tramite YouTube il 27 marzo 2020. La cantante lo ha definito «molto colorato e divertente, con una danza folle e una grande festa».

## Tracce
Download digitale
1. Kings & Queens – 2:42

Download digitale (EP remix)
1. Kings & Queens (Danny Verde & Phil Romano Remix) – 5:25
2. Kings & Queens (James Carter Remix) – 2:16
3. Kings & Queens (Until Dawn Remix) – 3:15
4. Kings & Queens (MOTi Remix) – 3:00
5. Kings & Queens (Fairflane Remix) – 3:35
6. Kings & Queens – 2:42

Streaming (versione acustica)
1. Kings & Queens (versione acustica) – 3:08
2. Kings & Queens – 2:42

## Formazione
- Ava Max – voce
- Cirkut – produzione
- RedOne – produzione
- Chris Gehringer – mastering
- Șerban Ghenea – missaggio
- John Hanes – assistenza al missaggio

## Remix
Una versione remix, intitolata Kings & Queens, Pt. 2, è stata pubblicata il 6 agosto 2020 e realizzata con la partecipazione del cantante statunitense Lauv e della rapper statunitense Saweetie.

### Tracce
Download digitale
1. Kings & Queens, Pt. 2 (feat. Lauv & Saweetie) – 2:55

## Successo commerciale
Nella pubblicazione del 12 dicembre 2020 Kings & Queens ha raggiunto la vetta della Adult Pop Songs, segnando la prima numero uno della cantante. Nel corso della sua permanenza nella Billboard Hot 100 ha accumulato 628 milioni di radioascoltatori, ha totalizzato 152 milioni di riproduzioni in streaming e ha infine venduto 127 000 copie.
Nella Official Singles Chart britannica il brano ha fatto il suo ingresso nella pubblicazione del 20 marzo 2020 alla 90ª posizione, diventando la quarta entrata della cantante nel Regno Unito; ha poi raggiunto il 25º posto nella settimana del 22 maggio successivo. Si è spinta fino alla 19ª posizione grazie a 17 293 copie vendute durante la sua quattordicesima settimana di permanenza in classifica, regalando alla cantante la sua terza top twenty in territorio britannico.
Nella ARIA Singles Chart australiana il singolo è diventato il terzo ingresso in classifica per l'interprete, debuttando alla 44ª posizione nella pubblicazione del 17 agosto 2020. Ha trovato la sua posizione massima al numero 31, raggiungendolo il 28 settembre successivo.

## Classifiche

### Classifiche settimanali
| Classifica (2020-24) | Posizione massima |
| -------------------- | ----------------- |
| Australia            | 31                |
| Austria              | 12                |
| Belgio (Fiandre)     | 4                 |
| Belgio (Vallonia)    | 9                 |
| Bielorussia          | 92                |
| Canada               | 15                |
| Croazia              | 6                 |
| Estonia              | 29                |
| Finlandia            | 15                |
| Francia              | 32                |
| Germania             | 16                |
| Grecia               | 37                |
| Irlanda              | 25                |
| Islanda              | 11                |
| Italia               | 38                |
| Kazakistan           | 141               |
| Lituania             | 24                |
| Norvegia             | 7                 |
| Paesi Bassi          | 9                 |
| Polonia              | 1                 |
| Portogallo           | 77                |
| Regno Unito          | 19                |
| Romania              | 5                 |
| Russia               | 23                |
| Repubblica Ceca      | 7                 |
| Slovacchia           | 16                |
| Slovenia             | 1                 |
| Spagna               | 74                |
| Stati Uniti          | 13                |
| Svezia               | 21                |
| Svizzera             | 5                 |
| Ucraina              | 1                 |
| Ungheria             | 4                 |

### Classifiche di fine anno
| Classifica (2020) | Posizione |
| ----------------- | --------- |
| Austria           | 13        |
| Belgio (Fiandre)  | 15        |
| Belgio (Vallonia) | 48        |
| Croazia           | 14        |
| Francia           | 81        |
| Germania          | 17        |
| Islanda           | 30        |
| Italia            | 84        |
| Norvegia          | 14        |
| Paesi Bassi       | 38        |
| Polonia           | 13        |
| Regno Unito       | 71        |
| Romania           | 37        |
| Russia            | 74        |
| Slovenia          | 13        |
| Svezia            | 35        |
| Svizzera          | 14        |
| Ucraina           | 23        |
| Ungheria          | 7         |
| Classifica (2021) | Posizione |
| Canada            | 33        |
| Croazia           | 50        |
| Islanda           | 89        |
| Russia            | 93        |
| Stati Uniti       | 73        |
| Ucraina           | 23        |
| Ungheria          | 47        |
| Classifica (2022) | Posizione |
| Ucraina           | 109       |
| Classifica (2024) | Posizione |
| Bielorussia       | 141       |
| Ucraina           | 198       |